# Novokuznetsk
Novokuznetsk (en rus: Новокузнецк) és una ciutat de Rússia de l'óblast de Kémerovo. Té una població de 549.870 habitants (2002). Es troba a la conca minera del Kuznetsk. La conurbació de Novokuznetsk inclou les poblacions de Kisseliovsk, Mejdurétxensk, i Prokópievsk amb un total de 1.130.000 habitants.
Es va fundar el 1618 per gent de Tomsk com un ostrog cosac sobre el riu Tom. Inicialment es va anomenar Kuznetsk (en rus: Кузне́цк). Obtingué el títol de ciutat el 1622. Va ser aquí on Fiódor Dostoievski es casà amb Maria Isayeva (1857). La política d'industrialització ràpida de Stalin la transformà en una ciutat minera de carbó i en un gran centre industrial cap a la dècada de 1930. Es va fusionar amb Sad Gorod el 1931. De 1932–1961 el nom de la ciutat va ser Stalinsk (en rus: Ста́линск), en honor de Stalin.
El 19 de març de 2007 un accident per explosió de metà a la mina de carbó de Ulianovskaia matà 100 treballadors.

## Ciutats agermanades
- Dallas, Estats Units
- Nijni Taguil, Rússia
- Pittsburgh, Estats Units
- Zaporíjia, Ucraïna
- Birmingham, Regne Unit

## Galeria

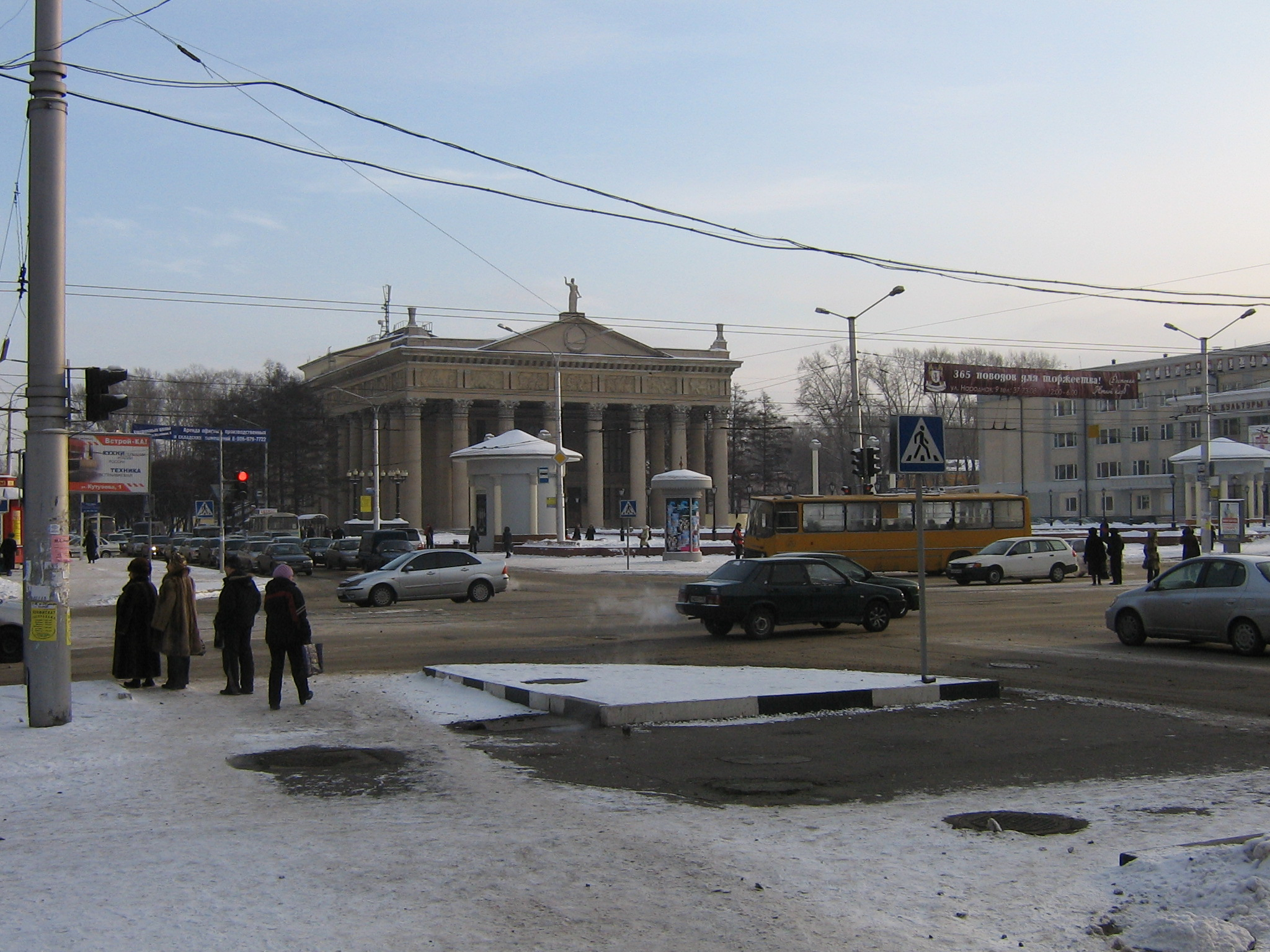
Teatre de Novokuznetsk
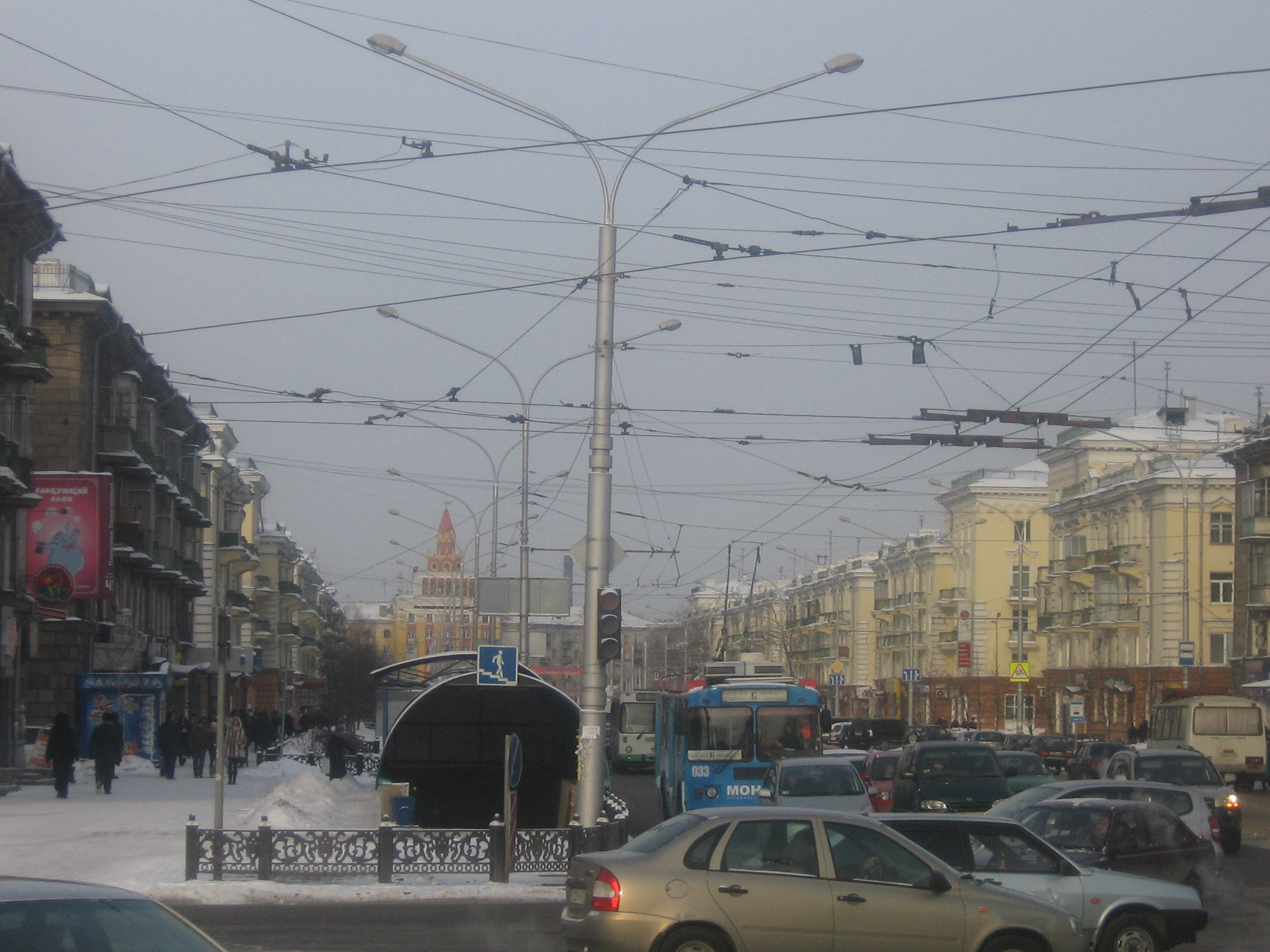
Avinguda Metal·lúrgia